# Pace (województwo podlaskie)
Pace – wieś w Polsce położona w województwie podlaskim, w powiecie bielskim, w gminie Brańsk.
Wieś królewska w starostwie brańskim w ziemi bielskiej województwa podlaskiego w 1795 roku. W latach 1975–1998 miejscowość administracyjnie należała do województwa białostockiego.
Wierni kościoła rzymskokatolickiego należą do parafii Najświętszego Serca Pana Jezusa w Chojewie.